# Le Grand Dieu Pan
Le Grand Dieu Pan (titre anglais : The Great God Pan) est un roman court de l'écrivain britannique Arthur Machen.

## Naissance de l'œuvre
Une première version paraît en 1890 dans la revue The Whirlwind. Arthur Machen la corrige et la complète en vue d'une nouvelle édition, accompagné cette fois de l'une de ses nouvelles, The Inmost Light, qui est éditée en 1894 chez « John Lane at The Bodley Head » dans la collection « Keynotes Series ».

## Résumé
La scène se situe au pays de Galles. 
L'histoire débute avec le Dr. Raymond, un scientifique aux méthodes peu orthodoxes, qui entreprend une expérience audacieuse. Il souhaite permettre à une jeune femme nommée Mary de percevoir "le grand Dieu Pan", une entité représentant l'aspect caché et terrifiant de la réalité. Raymond pense que cette expérience révélera une dimension cachée de l'univers. Pendant l'opération, Mary entre dans un état de transe, et bien que Raymond soit ravi de l'expérience, elle finit par sombrer dans la folie.
Des années plus tard, les conséquences de cette expérience se manifestent à travers la mystérieuse et troublante Helen Vaughan, qui semble posséder une influence néfaste et surnaturelle sur ceux qui l'entourent. Elle est liée à plusieurs événements étranges et tragiques, y compris des suicides et des actes de dépravation. Helen est décrite comme une femme d'une beauté étrange, mais elle inspire également une terreur inexplicable chez ceux qui la rencontrent.
Deux amis, Clarke et Villiers, mènent une enquête sur Helen et les événements sinistres qui l'entourent. Clarke, un ami du Dr. Raymond, possède un manuscrit détaillant les expériences du médecin, tandis que Villiers, par ses propres recherches, découvre les liens entre Helen et les malheurs qui frappent les gens autour d'elle. Ils réalisent qu'Helen est en fait la fille de Mary, née de l'expérience qui a ouvert sa mère à la vision du Pan.
Finalement, Helen, devenue une figure de terreur et de dégénérescence, est confrontée par ses poursuivants. Dans une scène finale saisissante, elle subit une transformation horrible et meurt dans des circonstances mystérieuses, révélant ainsi sa nature véritablement monstrueuse et surnaturelle. Sa mort met fin à une série de calamités, mais laisse un sentiment d'effroi persistant chez ceux qui ont été témoins de ses actions.

### Chapitres
1. Une Expérience (The Experiment)
2. Mémoires de M. Clarke (Mr Clarke's Memoirs)
3. La Cité des résurrections (The City Of Resurrections)
4. Découvertes dans Paul Street (The Discovery In Paul Street)
5. La Lettre d'avis (The Letter Of Advice)
6. Les Suicides (The Suicides)
7. Le Rendez-vous dans Soho (The Encounter In Soho)
8. Fragments (The Fragments)

## Réception de l'œuvre
Bien que ce récit d'Arthur Machen soit considéré comme un classique des récits d'horreur, l'ouvrage est à sa parution en 1894 l'objet de critiques qui le qualifient de « dégénéré » et « écœurant », et jugent l'intrigue de la terreur sans nom « inefficace ».
À l'inverse, Howard Phillips Lovecraft souligne les qualités de l'ouvrage : « Personne ne pourrait décrire la montée du suspense et l'horreur finale qui foisonne dans chaque paragraphe ».

## Éditions en langue française

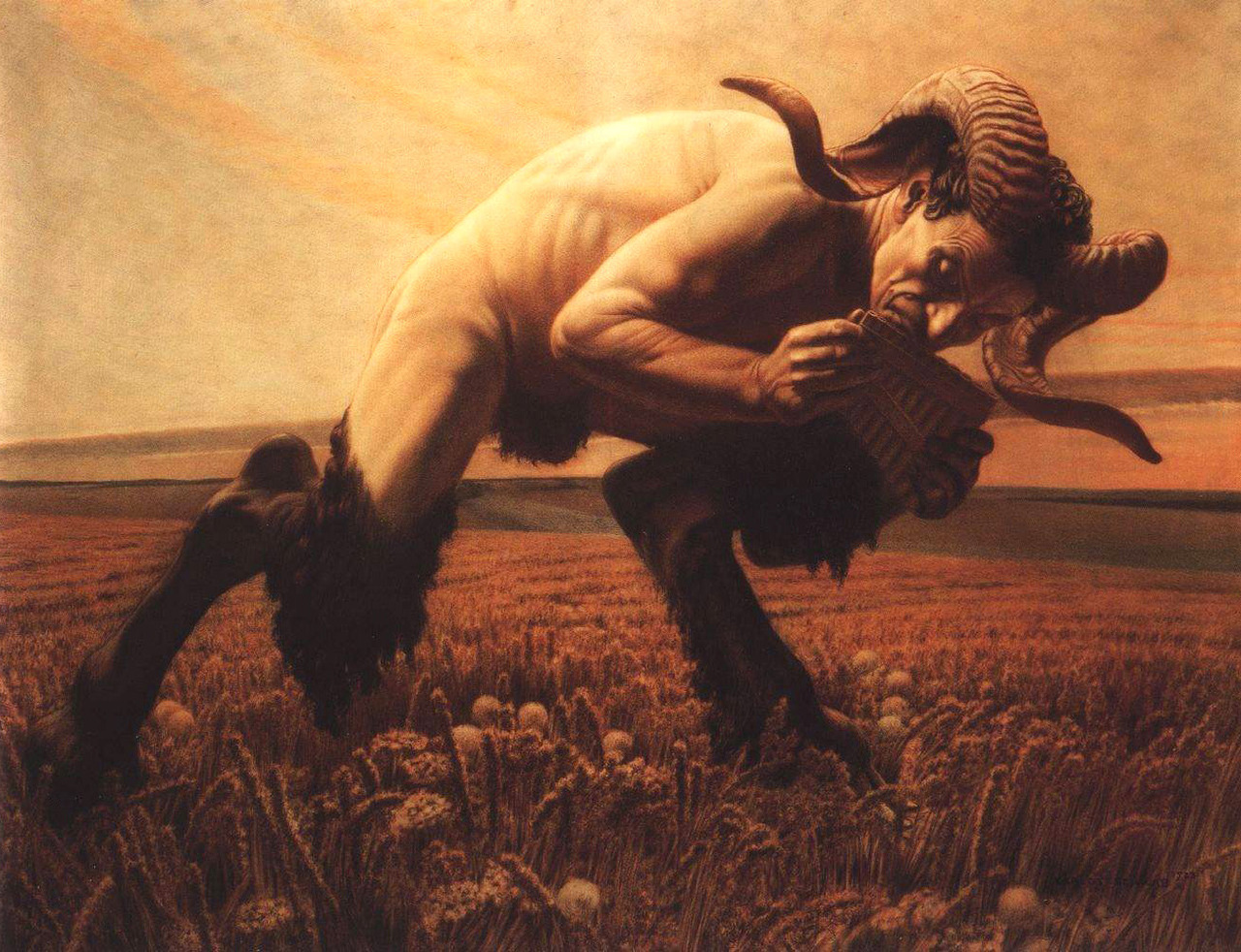
Le faune de Carlos Schwabe, Musée d'art et d'histoire de Genève, 1923.

La première traduction en français est de Paul-Jean Toulet, et est publiée en 1901 aux éditions de la revue La Plume. L'édition est reprise en 1918 par Georges Crès avec un frontispice de H.S. Ciolkowski.
- Le Grand Dieu Pan, traduit par Paul-Jean Toulet, Librio  (ISBN 2-277-30064-0), 94 pages, 1995 - rééd.
- « Le Grand Dieu Pan » in La Lumière intérieure, traduit par Anne-Sylvie Homasselet et Jacques Parsons, éd. Terre de Brume, coll. Terres Fantastiques n°17  (ISBN 2-84362-205-0), 144 pages, 2003.